# Оптическая модель ядра
Оптическая модель ядра — модель, рассматривающая атомное ядро или отдельный нуклон как сплошную среду, преломляющую и поглощающую дебройлевские волны падающих на него частиц. Роль коэффициента преломления играет потенциальная энергия взаимодействия кванта волны с полем ядра. Коэффициент преломления рассматривается как комплексная величина, действительная величина которой определяет рассеяние, а мнимая — поглощение. Оптическая модель удобна тем, что, например, задача рассмотрения взаимодействия падающего нейтрона сводится к простой задаче рассеяния и поглощения нейтрона одним силовым центром, вместо намного более сложной задачи многих тел при других моделях ядра.